# Network Attached Storage
Network Attached Storage eller NAS är en enhet som fungerar som lagringsenhet när den kopplas till ett nätverk. En typisk NAS kan vara en enkel dator med ett antal hårddiskar ofta i raid och ett eller flera nätverkskort. Ofta kan ett kluster av flera NAS vara sammankopplade i ett SAN för att uppnå en hög grad av redundans. För kommunikation med enheten eller enheterna används typiskt nätverksprotokollen AFP, SMB, NFS eller CIFS. Man använder namnet "NAS-hårddisk" när man menar en hårddisk för direkt nätverksanslutning.